# فخري الدباغ
فخري محمد صالح الدباغ (1929 - 1984)، هو كاتب ومؤلف وطبيب عراقي، ولد عام 1347 هـ/1929م، في محلة الإمام عون في مدينة الموصل، وينتمي لأسرة عربية تنتسب إلى عشيرة العباسيين فخذ البوصالح، أما لقب الدباغ فهو نسبة إلى مهنةِ والدهِ الذي كان يعمل في دباغة الجلود، ولقد نشأ وتربى في الموصل وبعد اكمالهِ لدراستهِ الثانوية في الإعدادية المركزية بالموصل عام 1946م، التحق بالكلية الطبية الملكية ببغداد، وتخرج منها عام 1953. ثم بعد التخرج التحق بالخدمة العسكرية الاحتياط، وشغل منصب طبيب عسكري برتبة ملازم ثاني في حامية عقرة، وبعد عام عين طبيباً في مديرية صحة نينوى، وسرعان ما عين رئيساً لمديرية الصحة في محافظة نينوى عام 1973. ثم سافر في بعثة علمية إلى بريطانيا، والتحق بمعهد مودزلي في جامعة لندن لإكمال دراستهِ العليا ولأجل التخصص في ميدان الأمراض النفسية والعصبية وحصل على دبلوم في الطب النفسي عام 1962. كما حصل على عضوية كلية الأطباء النفسيين الملكية في انكلترا عام 1972. وبعدها شغل منصب العميد لكلية الطب في جامعة الموصل للأعوام 1974 - 1979. وخلال تلك الفترة عين وكيلا لرئيس جامعة الموصل عام 1978، كما شغل منصب مدير عام مركز التعريب في وزارة التعليم العالي عام 1980.

## أهم إنجازاته
ساهم الدكتور فخري الدباغ في تأسيس وحدة العلاج النفسي في الموصل وترأس شعبة التأهيل الاجتماعي. كما إن لهُ مؤلفات كثيرة وبحوث عديدة ساهمت في زيادة الوعي والثقافة في العالم العربي، وقد حظي بالتكريم من مؤسسات رسمية على مستوى رئاسة الجمهورية، وأخرى علمية وشعبية مرات عديدة لجهودهِ العلمية والإدارية والثقافية المتميزة. ودخل اسمه في موسوعة السير العالمية المعروفة ب(من هو في العالم العربي؟)،الطبعة السادسة للسنة 1981-1982 ص 832 – لبنان.

## أهم مؤلفاته
كان فخري الدباغ غزير الأنتاج والتأليف ولهُ أكثر من مائة وخمسين كتابا ومقالة في معظم الدوريات والمجلات العلمية وفي شتى ميادين الطب والأدب والتأريخ والاجتماع، ومنها:
- الطفولة والمراهقة، مترجم.
- أطفالنا والثقافة الجنسية، مترجم وطبع عام 1956.
- الأطباء والناس، طبع عام 1959.
- الثورة الجنسية في أمريكا، مترجم وطبع عام 1960.
- الموت أختيارا، طبع عام 1968.
- غسل الدماغ، طبع عام 1970.
- جنوح الاحداث، طبع عام 1975.
- كتاب أصول الطب النفسي، طبع عام 1974 و 1977.[5]
- الحرب النفسية، طبع عام 1979.[6]
- خطوات على قاع المحيط، طبع عام 1979.
- في ضمير الزمن، طبع عام 1981.
- العلاج النفسي وأنواعه وأساليبه، طبع عام 1981.[7]
- مقدمة في علم النفس، طبع عام 1982.
- اختبار رافن للمصفوفات المتتابعة لقياس الذكاء في العراق عام 1983.
- علم النفس العسكري، (كتاب بالاشتراك)، طبع عام 1983.
- السلوك الإنساني - بين الحقيقة والخيال، طبع عام 1986.[8]
- علم النفس العسكري، طبع عام 1986.
- الأطباء الأدباء، طبع عام 1990.
- أزمة الطب المعاصر، طبع عام 2009.

## وفاته
توفي الطبيب فخري الدباغ مساء يوم الأربعاء 14 ربيع الثاني 1404هـ، الموافق 18 كانون الثاني 1984، أثر حادث سيارة في الطريق من بغداد إلى الموصل.